# آمیمونه
آمیمونه (به یونانی: Αμυμωνη) (به معنی بی گناه) در اساطیر یونان یکی از پنجاه حوری که دختران دانائوس، پادشاه آرگوس و الفانتیس بودند. هنگامی که شاه دانائوس از لیبی به سرزمینی جدیدی در آفریقای شمالی به نام آرگوس نقل مکان کرد، به خواسته پوزئیدون، خشکسالی تمام آن سرزمین را فرا گرفته بود. این چنین شد که آمیمونه برای جستجوی آب به چشمه «آمیمونه» واقع در لرنا، آرگولیس فرستاده شد. در نزدیکی چشمه هنگام مشاهده گوزنی، تیری به سمت او پرتاب کرد اما تیر به اشتباه به یک ساتیر که خواب بود برخورد کرد. ساتیر به او حمله‌ور شد، اما پوزئیدون او را نجات داد. پوزئیدون که شیفته او شده بود راه رسیدن به چشمه را به آمیمونه نشان داد. از پوزئیدون صاحب پسری به نام نائوپلیوس گردید که او نیز بعدها مؤسس شهری به نام نائوپلیا، یا نافپولیو کنونی شد.
در تفاسیر دیگر هنگامی که آمیمونه به دنبال چشمه می‌گشت از فرط خستگی به خواب فرورفت و یک ساتیر به طور ناگهانی به او حمله کرد. آمیمونه پوزئیدون را پرستش کرد و در همان لحظه او ظاهر شد و نیزه سه‌شاخ خود را به سمت ساتیر پرتاب کرد که موجب گیرکردن آن درون سنگی گشت و ساتیر گریخت. بعد از فرار ساتیر، پوزئیدون با آمیمونه نزدیکی کرد و به او گفت نیزه سه‌شاخش را از درون سنگ بیرون بکشد که حاصل آن فوران آب چشمه‌ای بود که بلافاصله از آن بیرون ریخت و چنین شد که، نام آن چشمه را آمیمونه نهادند.